# 前10千紀
前10千紀，即公元前10000年至公元前9001年之間的一千年，是中石器時代開始的標誌，也是全新世最初的部分。此時在亞洲西南部發展起了奠基在以小米與稻米的原始耕種形式上的農業。
此時的人類散布在當時的各大陸上，南極洲已經南移，現在認為他們是屬於狩獵收集者社會。由於末次冰期的結束，以及持續到今天的間冰期的開始，使得北方地區的重新移民變得可能。而在最近的一次冰河期結束後，世界進入了全球暖化期。
这一千年间发生的事件难以精确确定，提到的日期大多基于地质分析、人类学研究和放射性测年估算。

## 事件
約前1萬年：舊石器時代晚期，出现了最早的洞穴繪畫，描繪戰爭與宗教的場景，成为早期叙事的起源，逐渐演变成戲劇形式[?]。
約前1萬年：葫蘆被採用作可隨身攜帶的容器[?]。（一般认为，野生葫芦在距今约1.5万至1万年间从非洲传播至亚洲和美洲，并在这三个大洲独立完成驯化。葫芦的驯化时间远早于农业的兴起。）
約前9700年：末次冰期（新仙女木期）的結束。
約前9500年：哥貝克力石陣建造，被认为是目前已知最早用作宗教用途的石陣。
約前9300年：無花果似乎開始在約旦河谷种植。
約前9000年：新石器時代文化在古代近東兴起。耶利哥出现了首个石制建筑。

## 全新世
新仙女木期约在公元前9700年结束，标志着从更新世向全新世的过渡。在全新世的第一个千年，旧石器时代逐渐被新石器时代取代，新石器时代持续了约6000年（具体时间因地区而异）。这段过渡期在北欧和西欧通常称为中石器时代，而在黎凡特和近东则称为后旧石器时代。

## 农业
随着全球气候变暖，冰川退缩，农业革命随之而来。最初，狗可能是唯一被驯化的动物。农业的出现带来了社会革命，使人类获得了定居的动力，而定居生活是实现文明的关键，游牧生活无法达成这一点。
农业在全球不同地区独立发展。在许多地方，人们无需外部帮助便学会了耕作；而在其他地方，例如西欧，农业技术则是外来引入的。随着全新世早期农业的兴起，人类身高开始下降，这一现象后期与城市人口密度有关。
公元前10千纪，纳图夫文化在黎凡特地区盛行，其显著特征是即使在农业出现之前，也支持了定居或半定居的人口。一个早期的例子是艾因-马拉哈（Ain Mallaha），可能是最早的完全定居村落，存在于约公元前10000年至公元前8000年左右。纳图夫人还可能在塔尔苏丹（Tell es-Sultan）遗址建立了另一个早期定居点，证据表明，约公元前9600年至公元前8200年间曾有人类活动。纳图夫文化的确切年代尚不确定，估计范围在公元前13,050年至公元前7550年之间。
据推测，约公元前10千纪中期后，约旦河谷地区可能开始了无花果的早期种植活动。除了无花果树，居民可能还开始栽培野生植物，如大麦和开心果，并开始放养山羊、猪和牛。农业在新月沃土的不同社区中逐步发展，包括黎凡特，但直到约2000年后，新石器时代文化才得以广泛确立。
最早的农业作物之一是谷子和稻子，可能是在公元前10千纪期间中东地区种植的，但更有可能是在公元前9000年之后。到约公元前9500年，安纳托利亚东南部的人们已开始收割野生草类和谷物。在伊拉克北部发现了驯养绵羊的最早证据，年代为公元前9000年之前。

## 陶器
史前年代几乎完全依赖于物质遗物的年代测定，其中陶器是最广泛存在且最耐腐蚀的材料。各个地点和世代发展了自己独特的陶器形状、尺寸和装饰风格，但地层中存在一致性，甚至陶片也可以按时间和地点分类。据信，陶器是在多个地方独立发明的，最早的陶器出现在约公元前18,000年的中国，可能是由于在粘土土壤上生火而偶然发现的。

## 人口
约公元前10000年，世界人口相对稳定。据估计，最后的冰河时期约有五百万人，到了公元前5000年人口增长至四千万，公元前1600年时达到一亿人，这意味着从新石器时代到中青铜时代的年均增长率为0.027%。约公元前10000年，大多数人生活在分布于除南极洲和西兰大陆外的各大洲的狩猎采集群体中。随着维尔姆冰期结束，北方地区的重新定居成为可能。

## 舊世界
亞洲
- 美索不達米亞的三個或更多的語族的人們在政治與文化上共享共同的生活方式。其中包含了蘇美爾語族和閃米特語族。[來源請求].
- 美索不達米亞的人們開始收集野生小麥與大麥，並較可能將之用來製作麥芽酒而非啤酒。
- 在波斯，山羊被馴化。
- 在裏海附近的洞穴遺跡被當時的人類用來居住。
- 在中国
  - 仙人洞、吊桶环遗址（约前23,000年至前7,000年，位于江西上饶）
  - 虎头梁遗址群（包括于家沟遗址，约前12,000年至前6,000年，位于河北阳原）
  - 柿子滩遗址（约前18,000年至前8,000年，位于山西临汾）
  - 下川文化(年代？，位于山西省中条山）
- 在日本。繩文時代的人們使用陶器、捕魚、狩獵與採集橡實、堅果等可食的種子。他們留下了一萬個已知的遺跡。

歐洲
- 阿齐利（英语：Azilian）(鵝卵石彩繪文化)的人們佔領了西班牙、法國、瑞士、比利時與蘇格蘭。
- 马格德林文化在法國出現並創造了石洞壁畫。
- 在索吕特雷-普伊開始了騎馬狩獵。
- 挪威蘭達堡出現了第一個人類移民的痕跡。

非洲
- 在埃及，早期使用磨製鐮刀的人們消失並被使用石器的狩獵、捕魚及採集者們所取代。
- 撒哈拉进入水牛時期（英语：Bubalus Period）。

## 美洲
北美洲
- 古印地安人的狩獵採集社會在鄉野過著四處遷徙的生活。
- 黑水源（英语：Blackwater Draw）在新墨西哥州東部形成，顯示出人類的活動。
- 福松（英语：Folsom tradition）人在整個美國西南部出現。
- 在今天的英屬哥倫比亞的夏洛特皇后群島上的「納魯」遺跡開始有人移居，開始了在屬於今加拿大的領土之最長的居住期。[來源請求]

## 環境變化
| 第四紀的下級劃分 | 第四紀的下級劃分 | 第四紀的下級劃分 | 第四紀的下級劃分 |
| 紀               | 世               | 期               | 年代 (万年)      |
| ---------------- | ---------------- | ---------------- | ---------------- |
| 第四紀           | 全新世           | 梅加拉亚期       | 0--0.42          |
| 第四紀           | 全新世           | 诺斯格瑞比期     | 0.42--0.82       |
| 第四紀           | 全新世           | 格陵兰期         | 0.82--1.17       |
| 第四紀           | 更新世           | 晚更新期         | 1.17--12.6       |
| 第四紀           | 更新世           | 千葉期           | 12.6--77.3       |
| 第四紀           | 更新世           | 卡拉布里亞期     | 77.3--180        |
| 第四紀           | 更新世           | 格拉斯期         | 180--258         |
| 新近紀           | 上新世           | 皮亚琴期         | 以前             |

約前1萬年：
- 世界: 阿雷羅德震盪（英语：Allerod oscillation）在氣候上帶來了短暫的改善。由於冰川的溶化造成海平面突然上升與大量島嶼沉沒。
- 歐洲: 永久的生態變化。住在莽原的馴鹿、野牛與舊石器時代的獵人撤回到亞北極區（英语：sub-Arctic），只剩下了其餘像是鹿、原牛與中石器時代的工匠。(1967 McEvedy)
- 白令海: 從西伯利亞連接到北美洲的白令陸橋被海水覆蓋。
- 北美洲: 恐狼、斯劍虎、巨河狸、地懶、帝王猛獁象、傑弗遜猛獁象、哥倫比亞猛獁象、真猛獁象、乳齒象、巨型短面熊、北美獵豹、似劍齒虎、擬駝、史氏馬（英语：Equus scotti），與美洲擬獅全部絕種。
- 北美洲: 長島在水貫穿了內陸湖西岸時變成了島。

約在前9700年： 阿加西湖形成。
約在前9600年： 新仙女木期結束。更新世的結束與全新世的開始。舊石器時代的結束與中石器時代的開始。大量被冰川覆蓋的土地又重新變得適合居住。
約在前9500年：為今天波羅的海一部分的安希勒斯湖形成。

## 相關大眾文化
- 約在前1萬年：電影《史前一萬年》的時代背景設定。
- 約在前1萬年：這也是《歐帕（英语：Opar）》，由Philip José Farmer（英语：Philip José Farmer）所創作小說系列的時代背景設定。
- 前9564年：古代傳說亞特蘭提斯的毀滅發生在此時。
- 約前9500－9000年：在布莱恩·赛克斯的《夏娃的七個女兒》一書中，說單倍群J（英语：Haplogroup J）的「氏族之母」住在安納托利亞或新月沃土。